# Pont sur le Trou au Diable
Le pont sur le Trou au Diable est un pont français de 187 mètres de longueur situé à Sainte-Luce en Martinique. 
Ouvert en 1984, le pont est emprunté par la RN 5 entre le Lamentin et le Marin pour permettre de contourner par le sud Rivière-Pilote et d'enjamber la baie du Trou au Diable.